# Tantima (municipalité)
La municipalité de Tantima est l'une des 212 municipalités de l'État de Veracruz, et est située dans la partie nord de cet État. Située à l'ouest du golfe du Mexique, elle appartient à sa plaine côtière et fait partie des bassins versants de deux fleuves côtiers : le Río Tancochin et le Río Cucharas, qui alimentent la lagune de Tamiahua plus à l'est. Son territoire, aux contours très irréguliers, a la particularité de présenter une quasi exclave à l'est. Son chef-lieu est la ville éponyme de Tantima. Elle dépend de la région Huasteca Alta, du nom du peuple des Huaxtèques qui y est établi, et est une des 10 subdivisions administratives de l'État de Veracruz.

## Géographie
La municipalité de Tantima est composée de deux parties, occidentale et orientale, reliées entre elles par un mince couloir. Sa partie occidentale, qui comprend dans ses confins sud son chef-lieu éponyme, Tantima, est bordée à l'ouest et au nord par le fleuve côtier Río Cucharas, qui achève sa course dans la lagune de Tamiahua. Sa partie orientale est limitée au sud par la rivière Río San Francisco, puis par son affluent le Río La Estancia, appartenant tous deux au bassin versant du fleuve côtier Río Tancochin, qui se jette dans la même lagune. Établie dans la plaine côtière du golfe du Mexique, son altitude oscille entre 10 et 300 mètres. Son territoire couvre une superficie de 333,6 km2, et était peuplé en 2020 de 11 991 habitants, pour une densité de 35,9 habitants par km2.
Cette municipalité est limitrophe au nord et à l'est de celles de Tamalín et de Ozuluama de Mascareñas, à l'ouest de celle de Citlaltépetl, et au sud de celles de Tancoco, de Naranjos Amatlán et de Chinampa de Gorostiza.

## Composition et démographie
La municipalité était composée en 2020 de 128 localités, dont aucune n'était considérée comme urbaine, toutes étant rurales.
| Localité                      | Population |
| ----------------------------- | ---------- |
| Tantima                       | 1222       |
| Gutiérrez Zamora              | 987        |
| El Zapotal                    | 782        |
| La Ceiba Ocampo               | 450        |
| La Reforma (La Nueva Reforma) | 395        |
| Reste des localités           | 8155       |
| Total population              | 11 991     |

En plus de l'espagnol, plusieurs langues amérindiennes sont parlées dans la municipalité, dont les principales sont par ordre d'importance : le huastèque et le nahuatl.

## Histoire
La municipalité de Tantima contrôlait au milieu du XIXe siècle les territoires de celles de Citlaltépetl, qui s'en détache en 1872, et de Tamalín, qui s'en détache en 1875.

## Économie

### Agriculture et élevage
La superficie des parcelles semées représentait en 2022 une surface totale de 1194 hectares, parmi lesquels 827 hectares étaient voués à la culture du maïs, 197 hectares étaient voués à la culture de l'orange, et 111 hectares étaient voués à celle du haricot.
En 2022, la production de viande par tonnes comprenait 1068,9 tonnes de viande bovine, 115,9 tonnes de viande porcine, 10,5 tonnes de viande ovine, et 2,7 tonnes de volailles. La superficie vouée à l'élevage représentait alors 6866 hectares.